# Robert Cormack
Pour les articles homonymes, voir Cormack.
Robert Cormack est un directeur artistique pour l'animation, ayant travaillé pour les studios Disney.

## Filmographie
- 1940 : Fantasia pour les séquences
  - Toccata et Fugue en Ré Mineur
  - Casse-Noisette
  - ainsi que la séquence non diffusée Clair de lune
- 1942 : Bambi, directeur artistique
- 1944 : Les Trois Caballeros
- 1948 : L'Île aux phoques de la série True-Life Adventures
- 1958 : Disneyland, 1 épisode